# سوتومارینا
سوتومارینا (به ایتالیایی: Sottomarina) یک منطقهٔ مسکونی در ایتالیا است که در کیوجا واقع شده‌است. سوتومارینا ۲ متر بالاتر از سطح دریا واقع شده‌است.